# Urho Castrén
Urho Castrén (Jyväskylä, 30 dicembre 1886 – 8 marzo 1965) è stato un politico finlandese, ha ricoperto per un breve periodo la carica di primo ministro nel 1944 dopo che Antti Hackzell venne dichiarato incapace.
Lo scopo principale del suo governo fu quello di mettere in pratica l'armistizio di Mosca con il quale la Finlandia usciva sconfitta dalla seconda guerra mondiale.